# 차오시구 (장자커우시)

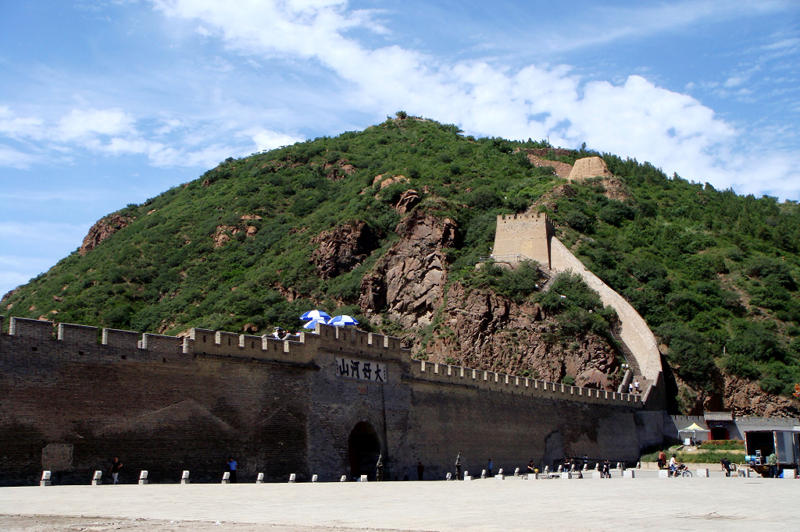

차오시구(한국어: 교서구, 중국어: 桥西区, 병음: Qiáoxī Qū)는 중화인민공화국 허베이성 장자커우 시의 행정 구역이다. 면적은 141km2이고, 인구는 2007년 기준으로 240,000명이다.

## 행정 구역
7개 가도, 2개 진을 관할한다.
- 가도: 明德南街街道, 大境門街道, 明德北街街道, 新華街街道, 堡子里街道, 南營坊街道, 工人新村街道.
- 진: 東窯子鎮, 沈家屯鎮.